# لاري نورمان (ملحن)
لاري نورمان (بالإنجليزية: Larry Norman)‏ هو كاتب أغاني ومغني وملحن أمريكي، ولد في 8 أبريل 1947 في سان خوسيه في الولايات المتحدة، وتوفي في 24 فبراير 2008 في سايلم في الولايات المتحدة.

## وصلات خارجية
- الموقع الرسمي
- لاري نورمان على موقع IMDb (الإنجليزية)
- لاري نورمان على موقع ميوزك برينز (الإنجليزية)
- لاري نورمان على موقع ديسكوغز (الإنجليزية)